# Carondelet (Missouri)
Carondelet est une des premières colonies françaises dans le Missouri au XVIIIe siècle.

## Histoire
Carondelet a été fondée en 1767 par Clément Delor de Treget né à Cahors, dans le Quercy dans le sud de la France. Il a obtenu une subvention de Saint-Ange et construit une maison en pierre. Le village a d'abord été connu sous le nom de "Village Delor", puis sous celui de "Prairie Catelan", du nom de Louis catalan, un des premiers colons.
Plus tard, le village a été appelé Louisbourg, en l'honneur de Louis XVI, roi de France (1774 à 1793). Peu de temps après le territoire soit passé du règne français à des mains espagnoles, Clément Delor de Treget voulut avoir sa commission en tant que capitaine de la milice. Le baron de Carondelet, étant gouverneur général de la Louisiane, au service de l'Espagne, il a donné son nom au village et a reçu sa commission. Le village a reçu ensuite le surnom de "Vide Poche"  parce que les habitants auraient été pauvres et devaient acheter de la farine de Saint-Louis, la ville la plus proche.